# Jessica Grose
Jessica Ebenstein Grose es una periodista, editora y novelista estadounidense. Es autora de la novela Sad Desk Salad de 2012, coautora del libro LOVE, MOM: Poignant, Goofy, Brilliant Messages from Home de 2009 y de la novela Soulmates de 2016. Desde octubre de 2021, Grose escribe para la sección de opinión de The New York Times.

## Primeros años de vida
Grose nació en la ciudad de Nueva York y es hija de la psiquiatra y fotógrafa Judith Ebenstein Grose y el cardiólogo Richard M. Grose.
En 2004, Grose se graduó de la Universidad Brown.

## Carrera
Grose comenzó su carrera periodística como editora asociada de Jezebel, un blog propiedad de Gawker Media. Poco después, Grose y la autora Doree Shafrir comenzaron un blog popular titulado Postcards From Yo Momma, que se convirtió en la base de un libro publicado por Hyperion Books en marzo de 2009 titulado LOVE, MOM: Poignant, Goofy, Brilliant Messages from Home.
Grose fue nombrada editora en jefe del sitio para mujeres de Slate, DoubleX, en 2009 y fue copresentadora de su podcast «DoubleX Gabfest» junto con Hanna Rosin y Noreen Malone.
En 2012, Grose publicó su novela debut Sad Desk Salad a través de William Morrow PAperbacks/HarperCollins. Fue anunciado como «El diablo viste de Prada para la era de los blogueros» y sus críticos y autores Jennifer Weiner y Amy Sohn elogiaron su ingenio y su precisa descripción de los medios. La novela narra la historia del escritor Alex Lyons y satiriza el ritmo frenético y las trampas morales de los blogs de alto tráfico. La historia está inspirada en la carrera mediática temprana de Grose editando sitios web populares, incluidos Slate y Jezebel.
Grose fue editor adjunto de Vulture, el blog cultural de la revista New York.
Grose cubre temas de mujeres, paternidad y cultura contemporánea. Es colaboradora habitual de las revistas Fast Company, Bloomberg Businessweek y Slate. Sus ensayos y reportajes destacados aparecen en The New York Times, Glamour, New York, Elle, The New Republic, Spin y The Village Voice.
En junio de 2015, Grose se convirtió en editora en jefe de Lenny Letter, un boletín feminista y una publicación en línea cofundada por Lena Dunham y Jenni Konner.
En 2018, Grose se convirtió en columnista sobre paternidad del New York Times. En octubre de 2021, pasó a la sección de opinión del New York Times para escribir un boletín sobre lo que significa ser padre.
Su libro Screaming on the Inside: The Unsustainability of American Motherhood se publicó en diciembre de 2022.

## Vida personal
En 2010, Grose se casó con Michael Winton. Viven en Brooklyn, Nueva York, con sus dos hijas.

## Obras y publicaciones
Monografías
- Shafrir, Doree; Grose, Jessica (2009). LOVE, MOM: Poignant, Goofy, Brilliant Messages from Home. New York: Hyperion. ISBN 978-1-401-32342-4. OCLC 232978087.
- Grose, Jessica (2022). Screaming on the Inside: The Unsustainability of American Motherhood. Mariner Books. ISBN 9780063078352.

Novelas
- Grose, Jessica (2012). Sad Desk Salad. New York: William Morrow Paperbacks. ISBN 978-0-062-18834-2. OCLC 777623143.
- Grose, Jessica (2016). Soulmates: A Novel. New York: William Morrow. ISBN 978-0-062-39157-5. OCLC 958933366.

Artículos selectos
- Grose, Jessica (31 de enero de 2011). «Our Newlywed Money Dilemma: We just got married. How should we manage our finances?». Slate., también conocido como Home Economics: How Couples Manage Their Money ASIN B0051GT8U6
- Grose, Jessica (29 de septiembre de 2016). «I Love My Kids, I Just Don't Feel Bad About Leaving Them to Work». Elle.